# ジャマール・ルイス (サッカー選手)
- ジャマル・ルイス

ジャマール・ルイス（Jamal Lewis, 1998年1月25日 - ）は、イングランド・ルートン出身のプロサッカー選手。北アイルランド代表。ポジションはディフェンダー。
メディアによっては、ジャマル・ルイスと表記されることもある。

## 経歴

### クラブ
2008年にルートン・タウンの下部組織に入団。2014年にノリッジ・シティのユースチームに移り、2016年にU-23チームに昇格。翌2017年7月31日に2021年までのプロ契約を締結。同年12月26日のチャンピオンシップのバーミンガム・シティ戦でトップチームデビュー。2018年1月17日のFAカップのチェルシー戦では、試合終了間際に同点となるプロ初ゴールを記録した。
2018-19シーズンは飛躍のシーズンとなり、同シーズン9月度の最優秀選手に選出。10月には、2023年までの契約延長に合意。チームは同シーズン2部リーグで優勝し、2015-16シーズン以来のプレミアリーグ復帰が決定。更にチームメイトのテーム・プッキやマックス・アーロンズと共に2部リーグのベストイレブンに選出された。2019-20シーズン、2020年2月28日のリーグ第28節レスター・シティ戦にて、後半25分にこの試合の決勝点となるゴールを挙げた。2020年9月8日、5年契約でニューカッスル・ユナイテッドに移籍。2023年7月27日、ワトフォードにローン移籍。2024年9月1日、ブラジルのサンパウロにローン移籍。イギリスの選手がサンパウロに所属するのはルイスが初である。

### 代表
イングランドのルートン出身ながら、母親がベルファスト出身だったことから、ユース世代から一貫して母親の母国である北アイルランド代表でプレー。2018年3月にフル代表に初招集され、24日の韓国戦で代表デビューを果たし、2-1で勝利した。

## 個人成績

### クラブ
| 国内大会個人成績 | 国内大会個人成績 | 国内大会個人成績 | 国内大会個人成績   | 国内大会個人成績 | 国内大会個人成績 | 国内大会個人成績 | 国内大会個人成績 | 国内大会個人成績 | 国内大会個人成績 | 国内大会個人成績 | 国内大会個人成績 |
| 年度             | クラブ           | 背番号           | リーグ             | リーグ戦         | リーグ戦         | リーグ杯         | リーグ杯         | オープン杯       | オープン杯       | 期間通算         | 期間通算         |
| 年度             | クラブ           | 背番号           | リーグ             | 出場             | 得点             | 出場             | 得点             | 出場             | 得点             | 出場             | 得点             |
| イングランド     | イングランド     | イングランド     | イングランド       | リーグ戦         | リーグ戦         | FLカップ         | FLカップ         | FAカップ         | FAカップ         | 期間通算         | 期間通算         |
| ---------------- | ---------------- | ---------------- | ------------------ | ---------------- | ---------------- | ---------------- | ---------------- | ---------------- | ---------------- | ---------------- | ---------------- |
| 2017-18          | ノリッジ・シティ | 26               | チャンピオンシップ | 22               | 0                | 0                | 0                | 2                | 1                | 24               | 1                |
| 2018-19          | ノリッジ・シティ | 12               | チャンピオンシップ | 42               | 0                | 2                | 0                | 0                | 0                | 44               | 0                |
| 2019-20          | ノリッジ・シティ | 12               | プレミアリーグ     | 28               | 1                | 0                | 0                | 4                | 0                | 32               | 1                |
| 2020-21          | ニューカッスル   | 15               | プレミアリーグ     | 24               | 0                | 2                | 0                | 0                | 0                | 26               | 0                |
| 2021-22          | ニューカッスル   | 12               | プレミアリーグ     | 5                | 0                | 1                | 0                | 0                | 0                | 6                | 0                |
| 2022-23          | ニューカッスル   | 12               | プレミアリーグ     | 2                | 0                | 1                | 0                | 1                | 0                | 4                | 0                |
| 2023-24          | ワトフォード     | 6                | チャンピオンシップ | 36               | 0                | 0                | 0                | 2                | 0                | 38               | 0                |
| ブラジル         | ブラジル         | ブラジル         | ブラジル           | リーグ戦         | リーグ戦         | ブラジル杯       | ブラジル杯       | オープン杯       | オープン杯       | 期間通算         | 期間通算         |
| 2024             | サンパウロ       | 3                | セリエA            | 6                | 0                | 0                | 0                | -                | -                | 6                | 0                |
| 通算             | イングランド     | イングランド     | チャンピオンシップ | 100              | 0                | 2                | 0                | 4                | 1                | 106              | 1                |
| 通算             | イングランド     | イングランド     | プレミアリーグ     | 59               | 1                | 4                | 0                | 5                | 0                | 68               | 1                |
| 通算             | ブラジル         | ブラジル         | セリエA            | 6                | 0                | 0                | 0                | -                | -                | 6                | 0                |
| 総通算           | 総通算           | 総通算           | 総通算             | 165              | 1                | 6                | 0                | 9                | 1                | 180              | 2                |

### 代表
| 北アイルランド代表 | 国際Aマッチ | 国際Aマッチ |
| 年                 | 出場        | 得点        |
| ------------------ | ----------- | ----------- |
| 2018               | 6           | 0           |
| 2019               | 6           | 0           |
| 2020               | 6           | 0           |
| 2021               | 8           | 0           |
| 2022               | 2           | 0           |
| 2023               | 6           | 0           |
| 2024               | 5           | 0           |
| 通算               | 39          | 0           |

## タイトル

### クラブ
ノリッジ・シティ
- EFLチャンピオンシップ（2018-19）